# HD 184663
Désignations
HD 184663 est une étoile jaune-blanc de la séquence principale de magnitude 6,38 située dans la constellation de l'Aigle. Elle se trouve à 137 années-lumière de la Terre.

## Observation
C'est une étoile située dans l'hémisphère nord céleste, mais très proche de l'équateur céleste. Cela signifie qu'il peut être observée sans aucune difficulté depuis toutes les régions habitées de la Terre et qu'il n'est invisible que dans les zones les plus antérieures de l'Antarctique. Dans l'hémisphère nord, cependant, elle n'apparaît circumpolaire que bien au-delà du cercle arctique. Étant de magnitude 6,4, elle n'est pas observable à l'œil nu. Pour pouvoir la voir, cependant, même des jumelles suffisent, à condition d'avoir un ciel étoilé dégagé.
Le meilleur moment pour l'observer dans le ciel nocturne se situe entre fin juin et novembre. Dans les deux hémisphères, la période de visibilité reste à peu près la même, grâce à la position de l'étoile non loin de l'équateur céleste.

## Caractéristiques
L'étoile est une étoile jaune-blanc de la séquence principale. Elle a une magnitude absolue de 3,26 et sa vitesse radiale indique que l'étoile s'éloigne du Système solaire.